# Osredek, Cerknica
Osredek este o localitate din comuna Cerknica, Slovenia, cu o populație de 61 de locuitori.